# Clinique Saint-André de Reims
La Polyclinique Saint-André, créée en 1968, était un établissement pluridisciplinaire implanté à Reims qui disposait de 211 places pour accueillir les patients nécessitant une hospitalisation. Elle ferme en mai 2018 dans le cadre de l’ouverture de nouvelle polyclinique Reims-Bezannes.

## Localisation
La Polyclinique Saint-André était située 18 rue de l’écu et 3 Boulevard de la Paix, à Reims, dans la Marne.

## Historique
La Polyclinique Saint-André, créée en 1968, était un établissement pluridisciplinaire qui regroupait près de 30 spécialités et plus de 110 praticiens. A sa création, la polyclinique se lance dans des secteurs de pointe et a ouvert 10 lits en chirurgie de la main pour notamment les accidents de travail et cinq lits en chirurgie maxillo-faciale.
En 2000, la polyclinique des Bleuets a rejoint le groupe Saint-André.
En 2002, construction du bâtiment de la maternité.
En 2007, la Polyclinique Saint-André et la Polyclinique Les Bleuets de Reims rejoignent le Groupe Courlancy.
La fermeture et la vente du site de la Polyclinique Saint-André sont liées à l’ouverture de la nouvelle polyclinique Reims-Bezannes.

## Description de la clinique
A : Ancien siège de l’administration de la polyclinique ancien Hôtel Collet-Delarsille.
C : partie logistique
H : Maternité

## Galerie photo

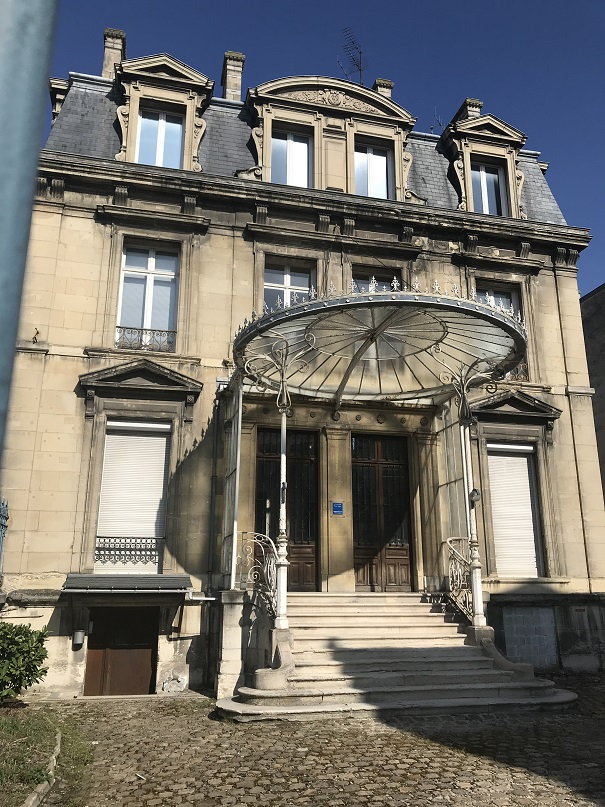
Ancien siège de l’administration de la polyclinique.
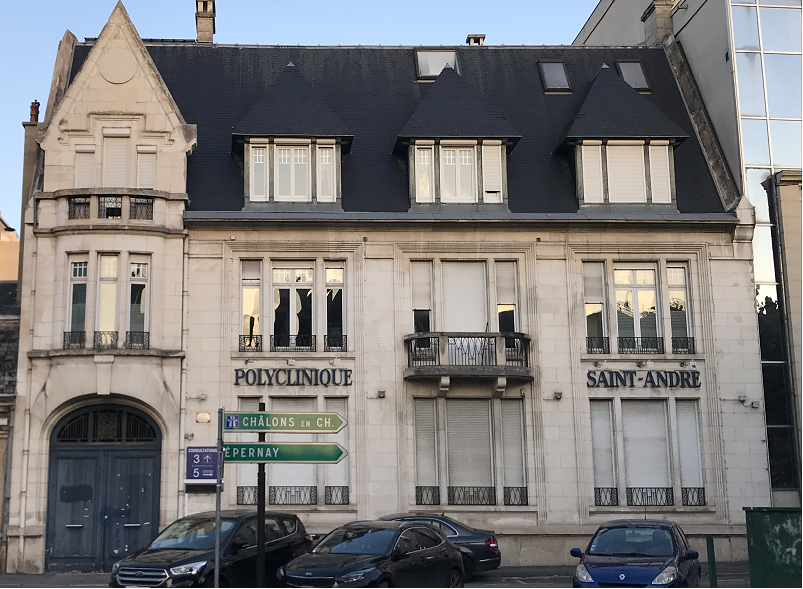
Immeuble 3 boulevard de la paix
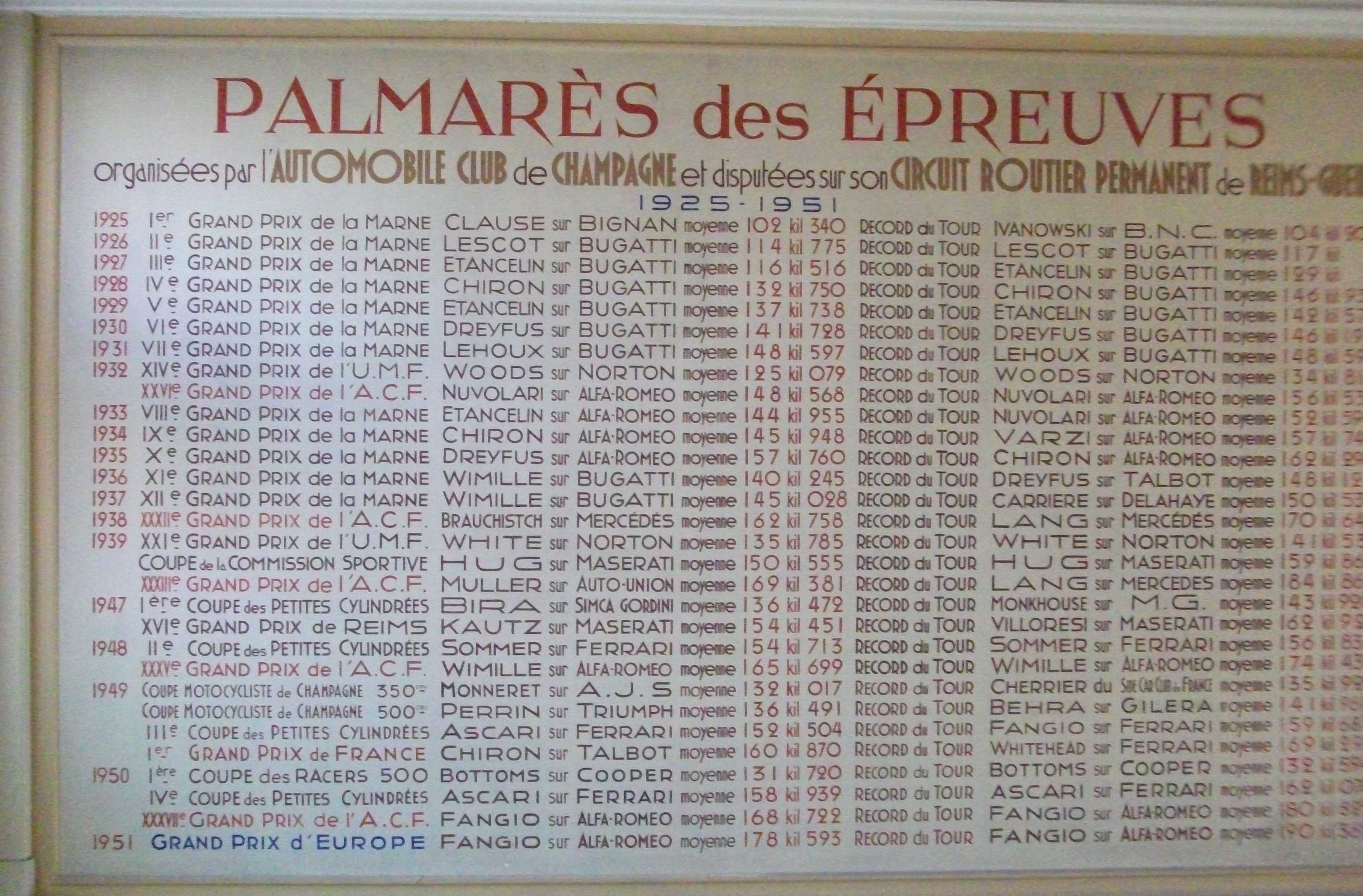
Palmarès de  l’Automobile club de Champagne.

Le palmarès de l’Automobile club de Champagne, affiché dans l'entrée  de l'immeuble au no 3 boulevard de la paix, de l'architecte Jacques Rapin est classé.

## Vente du site de la Polyclinique Saint-André
Outre Agencia, plusieurs acteurs étaient cette vente, Plurial, Berdin immobilier, un consortium autour d’Orpea et du géant Nexity avec ses associés locaux que sont Montroyal et Pingat.
Nexity avait déposé un recours, pour bloquer la vente.
Finalement, le site de la Polyclinique Saint-André est vendu à Agencia, en décembre 2018, pour 13,3 millions d’euros.

## Évolution du cadre juridique des cliniques
- Loi Boulin du 31 décembre 1970